# گوفئس
گوفئس (به لاتین: Goufes) یک منطقهٔ مسکونی در قبرس شمالی است که در ناحیه غازی ماغوسا واقع شده‌است. گوفئس ۱۰۰ نفر جمعیت دارد.